# Stranka Colorado (Urugvaj)
Stranka Colorado (špa. Partido Colorado, PC), poznata i kao Crvena stranka je politička stranka u Urugvaju. Stranka se nalazi pod vodstvom Maxa Sapolinskog. Stranka se trudi ujediniti umjerene i liberalne skupine te neke socijaldemokratske skupine.

## Povijest
Osnovana je 17. rujna 1836. u Montevideu te tako s Narodnom strankom strankom čini jedine dvije stranke koje datiraju iz 19. stoljeća. Neki od glavnih povijesnih lidera su Fructuoso Rivera, Venâncio Flores, José Batlle y Ordóñez, Luis Batlle Berres, Jorge Pacheco Areco, Juan María Bordaberry, Julio María Sanguinetti i Jorge Batlle.
Stranka je u prošlosti bila najviše izabirana stranka u urugvajskoj povijesti s gotovo neprekidnom dominacijom u 20. stoljeću. Od svog osnutka, pa sve do danas, njihov tradicionalni suparnik je konzervativna Narodna stranka (još nazivana i Bijela stranka).

## Rezultati
Na nacionalnim izborima 2004. godine osvojili su 10 mjesta u Zastupničkom domu te 3 u Senatu. Njihov tadašnji predsjednički kandidat, Guillermo Stirling, osvojio je 10.4 % glasova. Na nacionalnim izborima 2014., osvojili su 13 mandata u Zastupničkom domu i 4 u senatu. 

## Vanjske poveznice
- Službene stranice (šp.)